# ماركو ميلوشيفيتش
ماركو ميلوشيفيتش هو لاعب كرة قدم صربي في مركز حراسة المرمى، ولد في 7 فبراير 1991 في بلغراد في صربيا. لعب مع غرافيتشار بيوغراد.

## وصلات خارجية
- ماركو ميلوشيفيتش على موقع قاعدة بيانات كرة القدم.إي يو (الإنجليزية)
- ماركو ميلوشيفيتش على موقع Soccerbase.com (لاعب) (الإنجليزية)
- ماركو ميلوشيفيتش على موقع Soccerway.com (الإنجليزية)
- ماركو ميلوشيفيتش على موقع عالم كرة القدم.نت (الإنجليزية)